# Critogaster
Critogaster is een geslacht van vliesvleugeligen uit de familie Pteromalidae. De wetenschappelijke naam van dit geslacht is voor het eerst geldig gepubliceerd in 1885 door Mayr.

## Soorten
Het geslacht Critogaster omvat de volgende soorten:
- Critogaster aeneicorpus (Girault, 1915)
- Critogaster flavescens Müller, 1887
- Critogaster nuda Mayr, 1885
- Critogaster piliventris Mayr, 1885
- Critogaster pinnata Mayr, 1906
- Critogaster singularis Mayr, 1885